# 江山如此多FUN
《江山如此多FUN》（英語：Splendid Motherland）是香港電視廣播有限公司製作的中國歷史地理常識電視問答節目，於1994年間在香港無綫電視翡翠台播出，並曾於2010年及2015年期間在翡翠台深宵的時段內重播，集數共39集。

## 簡介
1990年代初，香港湧現很多以中國為主題的電視節目，《江山如此多FUN》屬其一。
主持均為無綫亞視的全職藝員，除了鄧飛。其時讀中六的他是特輯《全港狀元爭霸戰》的亞軍，即由及後獲邀以兼職身份於第二季當主持。
節目所使用的中國少數民族素材購自北京衛視的紀錄片《中國少數民族》。

## 節目環節
節目於每集邀請三名電視藝員及三名社會知名人士，組成「藝人隊」及「名人隊」，分4個回合比賽，第8集起增至5個回合。
- 第一回合：初試題升

兩隊嘉賓於「人物傳記」、「社會風俗」、「地理交通」、「中國文學」4类問題中選一作答，共答5題，答對100分，答錯不扣分。
第2季第4集為北京特輯，所有問題分為「A」及「B」兩個信封，共答5題。
- 第二回合：

典故申論(第1季)
主持人舉出一個成語及其約定俗成的解釋，由兩隊嘉賓推論成語的最初典故，答對滿分300分，答錯則依其創意酌情給分。
雄辯鐳台(第2季)
兩隊分為正反兩方，以中國歷史上具爭議的事件作正反辯論，由6位現場觀眾即時評分，答對滿分300分。各集論題如下：
第1集：武則天篡位自立是對的
第2集：在中國君主制度下應保存太監制度
第3集：皇帝應該納妃嬪
第4集：吳三桂引清兵入關是對的
第5集：中國皇位繼承應該根據宗法制度而定立
第6集：古代婚姻必須要父母之命、媒妁之言
第7集：「女子無才便是德」是對的
第8集：秦始皇求長生不老藥是對的
第9集：婦女應為貞節牌坊而終身守寡
第10集：「士可殺，不可辱」是對的
第11集：將先人遺體火葬是對的
第12集：中國古代推行童養媳婚姻制度是對的
第13集：「家有一老，如有一寶」是對的
- 第三回合：問誰領風Show

嘉賓按掣選擇佈景的省份燈箱，觀看該省份有關風俗文化的短片，回答指定問題，答對每條200分，答錯則依其創意酌情給分。每隊各有一次按掣作答的機會，第3條由主持人按掣，兩隊一同作答。
第2季第4集為北京特輯，共4條輪流回答，毋須選擇省份，第1及第2題為兩隊輪流回答，每條200分；第3及第4條為兩隊一同作答，每條300分；第5集亦以北京為主題，毋須選擇省份，但恢復每隊輪流各答一題，第3條兩隊一同作答。
- 第四回合：

歷史常識大挑戰(第1季第1集至第7集；第2季第4集)
兩隊以搶答方式回答主持人提問，答對每條100分，答錯扣100分，比賽時間約為3至6分鐘。
魚目混珠(第8集)
主持人先提供4x5格印上字詞的魔方，但20個字詞之中，只有16個能組成8組有直接關係的字詞，嘉賓須憑記憶找出能配對為一組的兩個字詞，每答對一組獲100分，每次最多連續作答三組。
難分真與假(第2季第1集至第8集)
以短劇方式重演歷史事件，其中有8個錯處，每答中一個錯處獲100分，每次最多連續作答兩個。各集題目如下：
第1集：新烏江自刎
第2集：新荊軻刺秦王
第3集：新馬嵬驛之變
第4集：因北京特輯關係取消
第5集：新八國聯軍之役
第6集：新赤壁之戰
第7集：新鴻門夜宴
第8集：新岳飛傳
奇聯妙韻(第2季第9集、第13集)
提供兩組對聯，兩隊以正確的聲韻讀出正確讀音。
提供兩組次序混亂的字詞，兩隊各自組合成具意思及音韻正確的對聯。
答對200分，答錯裁量扣分。
字字珠璣(第2季第11集)
提供一個內含部首及偏旁的圖案，內含20個中文字，由兩隊分別作答，答對100分。
- 第五回合

歷史常識大挑戰(第8集起)
兩隊以搶答方式回答主持人提問，答對每條100分，答錯扣100分，比賽時間約為3至6分鐘。
- 非比賽回合(第1至7集)：

中華寶鑑：介紹中國傳統風俗習慣
百家姓：介紹中國姓氏
神州幸運輪(第2季)：每集邀請一名現場觀眾參與遊戲，觀眾/主持人須按掣選擇佈景的省份燈箱，並由觀眾回答與該省份有關的問題，答對者可獲港幣500元的「旅行社現金券」，並轉動「幸運輪」，主持人會先將直放的輪盤指針轉到「北京」一格，觀眾須轉動輪盤超過一圈，而指針處於「北京」一格方可中獎。如觀眾未能把指針轉到「北京」一格，則每集的港幣2000元獎金會累積至下一集。

## 播出日期
- 第一輯：
  - 第1集：[註 1]1994年1月20日
  - 第2集：[註 2]1994年1月27日
  - 第3集：[註 3]1994年2月3日
  - 第4集：[註 4]1994年2月10日 (年初一)
  - 第5集：[註 5]1994年2月17日
  - 第6集：[註 6]1994年2月24日 (元宵節)
  - 第7集：[註 7]1994年3月3日
  - 第8集：[註 8]1994年3月10日
  - 第9集：[註 9]1994年3月17日
  - 第10集：[註 10]1994年3月24日
  - 第11集：[註 11]1994年3月31日
  - 第12集：[註 12]1994年4月7日
  - 第13集：[註 13]1994年4月14日
  - 第14集：[註 14]1994年4月21日
  - 第15集：[註 15]1994年4月28日
  - 第16集：[註 16]1994年5月5日
  - 第17集：1994年5月12日
  - 第18集：1994年5月19日
  - 第19集：1994年5月26日
- 第二輯：
  - 第1集：[註 17]1994年6月2日
  - 第2集：[註 18]1994年6月9日
  - 第3集：[註 19]1994年6月16日
  - 第4集：[註 20]1994年6月23日
  - 第5集：1994年6月30日
  - 第6集：1994年7月7日
  - 第7集：1994年7月14日
  - 第8集：1994年7月21日
  - 第9集：1994年7月28日
  - 第10集：1994年8月4日
  - 第11集：1994年8月11日
  - 第12集：1994年8月18日
  - 第13集：1994年8月25日
  - 第14集：1994年9月1日
  - 第15集：1994年9月8日
  - 第16集：1994年9月15日
  - 第17集：1994年9月22日
  - 第18集：1994年9月29日
  - 第19集：1994年10月6日
  - 第20集：1994年10月13日

### 演出嘉賓

#### 第一季
- 第1集：(名人隊)：余錦基、張天愛、羅家英(2700分)；(藝人隊)：羅文、鄭丹瑞、楊采妮(2050分)；勝方：名人隊
- 第2集：(名人隊)：曹廣榮、司徒華、莊泳(1900分)；(藝人隊)：陳法蓉、汪明荃、黃日華(1950分)；勝方：藝人隊
- 第3集：(名人隊)：李暉、簡而清、車淑梅(2350分)；(藝人隊)：毛舜筠、楚原、吳鎮宇(2600分)；勝方：藝人隊
- 第4集：(名人隊)：林國雄、劉培基、趙曾學韞、周啟邦及譚月清夫婦(2400分)；(藝人隊)：鄭秀文、鄭伊健、苗僑偉、梅小惠、曾偉權(2700分)；勝方：藝人隊
- 第5集：(名人隊)：杜琪峰、蕭若元、高志森(3200分)；(藝人隊)：莫少聰、姚瑋、朱茵(1750分)；勝方：名人隊
- 第6集：(名人隊)：岑逸飛、黃士心、劉倩怡(2700分)；(藝人隊)：周慧敏、李克勤、李婉華(2300分)；勝方：名人隊
- 第7集：(名人隊)：梁家樹、白韻琴、曾鈺成(2250分)；(藝人隊)：彭羚、陳欣健、張國強(2350分)；勝方：藝人隊
- 第8集：(名人隊)：程介南、鄧光榮、張之亮(3700分)；(藝人隊)：倫永亮、關海山、孫耀威(2650分)；勝方：名人隊
- 第9集：(名人隊)：黃玉郎、劉天蘭、徐小明(2450分)；(藝人隊)：劉兆銘、鄺美雲、何家勁(3450分)；勝方：藝人隊
- 第10集：(名人隊)：陸恭蕙、陳任、陳嘉上(2950分)；(藝人隊)：吳家麗、張英才、黎瑞恩(3400分)；勝方：藝人隊
- 第11集：(名人隊)：關蕭麗君、劉千石、余安安(3100分)；(藝人隊)：張衛健、吳鎮宇、鄭敬基(2750分)；勝方：名人隊
- 第12集：(名人隊)：劉天賜、李鵬飛、李家仁(3100分)；(藝人隊)：黃秋生、翁虹、劉丹(3300分)；勝方：藝人隊
- 第13集：(名人隊)：葉漢良、謝瑞麟、陳勳奇(3100分)；(藝人隊)：許志安、黃錦燊、林嘉華(2800分)；勝方：名人隊
- 第14集：(名人隊)：陳非(原名：龍國雲)、文麗賢、冼杞然(2850分)；(藝人隊)：周華健、周海媚、溫兆倫(2700分)；勝方：名人隊
- 第15集：(名人隊)：唯靈、潘國濂、依達(原名：葉敏爾)(3000分)；(藝人隊)：周文健、胡楓、藍潔瑛(3300分)；勝方：藝人隊
- 第16集：(名人隊)：西茜凰、涂謹申、查傳誼(2850分)；(藝人隊)：伍衛國、吳君如、曾華倩(3050分)；勝方：藝人隊
- 第17集：(名人隊)：黃文慧、陳美琪、林百欣(2900分)；(藝人隊)：江漢、梁珊、楊澤霖(3050分)；勝方：藝人隊
- 第18集：(名人隊)：斑斑、森森、楊群(2950分)；(藝人隊)：馮淬帆、何偉龍、譚炳文(3050分)；勝方：藝人隊
- 第19集：(名人隊)：楊得時、洪朝豐、惠天賜、邱德根(3000分)；(藝人隊)：黃元申、黃樹棠、曾江(3050分)；勝方：藝人隊

#### 第二季
- 第1集：(名人隊)：林珊珊、馮檢基、伍家廉(2990分)；(藝人隊)：劉美君、朱江、朱慧珊(2720分)；勝方：名人隊
- 第2集：(名人隊)：梁玳寧、黎小田、黃子華(2990分)；(藝人隊)：阮兆祥、陳百祥、米雪(2680分)；勝方：名人隊
- 第3集：(名人隊)：周永傑、曹宏威、鄭國江(2720分)；(藝人隊)：區海倫、關禮傑、呂方(3070分)；勝方：藝人隊
- 第4集：(名人隊)：黃興桂、林錦棠、鄧達智(2660分)；(藝人隊)：呂良偉、林憶蓮、任達華(2480分)；勝方：名人隊
- 第5集：(名人隊)：張之珏、李華明、林慕德(2950分)；(藝人隊)：梁漢文、吳孟達、溫碧霞(3000分)；勝方：藝人隊
- 第6集：(名人隊)：小美、李汝大、文雋(3460分)；(藝人隊)：吳耀漢、鄭裕玲、關淑怡(3150分)；勝方：名人隊
- 第7集：(名人隊)：靳埭強、狄志遠、江嘉良(3240分)；(藝人隊)：夏韶聲、李子雄、惠英紅(2730分)；勝方：名人隊
- 第8集：(名人隊)：尹志強、李家祥、陸劍明(2870分)；(藝人隊)：陳松伶、羅慧娟、梁藝齡(原名：梁珮玲/梁佩玲)(2920分)；勝方：藝人隊
- 第9集：(名人隊)：邊陳之娟、林蛟、林夕(2630分)；(藝人隊)：尹揚明、葉玉卿、王馨平(2510分)；勝方：名人隊
- 第10集：(名人隊)：陳淑芬、顧修全、李國奎(2810分)；(藝人隊)：方中信、鄭浩南、湯寶如(2740分)；勝方：名人隊
- 第11集：(名人隊)：施永青、鍾慧冰、陳國新(2460分)；(藝人隊)：梁榮忠、安德尊、韋綺姍(3060分)；勝方：藝人隊
- 第12集：(名人隊)：鄭明明、黃秉槐、阮兆輝(2870分)；(藝人隊)：郭晉安、馬敏兒、邵美琪(2720分)；勝方：名人隊
- 第13集：(名人隊)：陳譚新、黃偉賢、陳康泰(2850分)；(藝人隊)：羅嘉良、廖啟智、古巨基(2090分)；勝方：名人隊
- 第14集：嘉賓(名人隊/藝人隊)：陳任、葉玉卿、高志森
- 第15集：嘉賓(名人隊/藝人隊)：鄭丹瑞、羅家英、簡而清
- 第16集：嘉賓(名人隊/藝人隊)：安德尊、程介南、黃子華
- 第17集：嘉賓(名人隊/藝人隊)：何家勁、顧修全、林夕
- 第18集：嘉賓(名人隊/藝人隊)：尹志強、蕭若元、張之珏
- 第19集：嘉賓(名人隊/藝人隊)：李汝大、溫兆倫、廖啟智
- 第20集：嘉賓(名人隊/藝人隊)：彭子晴、黎漢持、陳曼娜、苗金鳳(原名：林慧珊)、馮素波、譚倩紅、方駿釗、李添勝

### 全港狀元爭霸戰
- 1994年5月8日星期日晚上8時播出。
  - 才子隊：楚原、劉天賜、陳小寶
  - 佳人隊：白韻琴、鄭裕玲、毛舜筠
  - 其他：馮寶寶、陳振華、葉鎮輝、陳耀全、陳維冠、歐耀興
  - 勝方：才子隊
  - 狀元：卓少綿（4440分）
  - 榜眼：鄧飛（4190分）
  - 探花：余永雄（3740分）
  - 其他參賽者：姚嘉棟、劉元太、王文翔。

## 後續發展
- 因為節目受歡迎，無綫電視翡翠台拍攝宣傳廣告直播1994年世界盃足球賽的電視廣告，亦以《江山如此多FUN》同名主題曲作為廣告歌曲，重編歌詞為《World Cup如此多FUN》，由當時擔任世界盃節目主持之一的黃霑親自演唱。
- 1997年，廣東電視台珠江頻道邀請黃霑主持共31集的電視綜藝節目《江山如此多嬌》，遊戲形式仿傚《江山如此多FUN》，兩名女主持分別為张延及陳曉楠。
- 2021年，曾在《全港狀元爭霸戰》比賽中取得「榜眼」成績的鄧飛循選舉委員會界別成功當選香港立法會議員。
- 2022年，TVB为了庆祝台庆55周年，特别在《答得快 好世界》的第二集，使用这个节目的游戏环节作为第二集的主题。